# Anna Maria Henisz-Matuszczak
Anna Maria Matuszczak – polska ekonomistka, prof. dr hab. nauk ekonomicznych, dyrektor Instytutu Ekonomii, kierownik Katedry Makroekonomii i Gospodarki Żywnościowej Uniwersytetu Ekonomicznego w Poznaniu.

## Życiorys
W 1999 r. ukończyła studia ekonomiczne w Akademii Ekonomicznej w Poznaniu.
14 listopada 2003 r. obroniła pracę doktorską pt. Instrumentarium rynków rolnych w Unii Europejskiej i w Polsce. Studium porównawcze, której promotorem był prof. Andrzej Czyżewski, a 2 lipca 2014 r. uzyskała stopień doktora habilitowanego w zakresie nauk ekonomicznych na podstawie rozprawy zatytułowanej Zróżnicowanie rozwoju rolnictwa w regionach Unii Europejskiej w aspekcie jego zrównoważenia. W dniu 4 stycznia 2022 r. Prezydent RP nadał jej tytuł profesora nauk społecznych w dyscyplinie ekonomia i finanse.
Od początku zatrudniona w Uniwersytecie Ekonomicznym w Poznaniu (wcześniej: Akademia Ekonomiczna w Poznaniu), najpierw jako asystent, potem adiunkt, następnie prof. nadzwyczajny, a obecnie profesor. Od 2018 r. kierownik Katedry Makroekonomii i Gospodarki Żywnościowej, od 2024 r. Dyrektor Instytutu Ekonomii. W latach 2020-2024 członek Senatu UEP. Dorobek naukowy to ponad 200 pozycji autorskich i współautorskich związanych z ekonomią zrównoważonego rozwoju, ekonomią rolną oraz w zakresie wspólnej polityki rolnej, dóbr publicznych, budżetowego finansowania sektora rolnego. 
Laureatka Nagrody Polskiego Towarzystwa Ekonomicznego im. prof. Edwarda Lipińskiego, wielokrotnie nagrodzona indywidualnie i w zespole przez Rektora Uniwersytetu Ekonomicznego w Poznaniu. Odbyła kilka długoterminowych zagranicznych staży naukowych, w tym m.in. w: Council of Agricultural Research and Economics – Centre of Policies and Bioeconomics (CREA-PB) w Rzymie, University of Alba Iulia (UAI) w Rumunii, Departamencie Rolnictwa i Rybactwa Stałego Przedstawicielstwa RP przy Unii Europejskiej w Brukseli oraz wiele staży krótkookresowych. 
Publikuje m.in. w takich czasopismach jak: Science of the Total Environment, Journal of Cleaner Production, Land Use Policy, Technological and Economic Development of Economy, Agricultural Economics, Problemy Ekorozwoju czy Ekonomista i innych.
Pracowała także jako wykładowca w Kujawskiej Pomorskiej Wyższej Szkole w Bydgoszczy.
W listopadzie 2024 została przedstawicielem ministra rozwoju i technologii w Komisji Nadzoru Finansowego.

## Nagrody
- 2003: Nagroda Naukowa Miasta Poznania dla najzdolniejszych młodych badaczy[10]
- 2005: Laureatka Nagrody Polskiego Towarzystwa Ekonomicznego im. prof. Edwarda Lipińskiego za książkę pt. „Rolnictwo Unii Europejskiej i Polski; Studium porównawcze struktur wytwórczych i regulatorów rynków rolnych”, wnoszącą nowe wartości do dorobku nauk ekonomicznych w Polsce[10]
- kilkanaście nagród Rektora UEP za osiągnięcia naukowe i organizacyjne[11]

## Wybrane publikacje z lat 2017-2024[12]
1. B. Czyżewski, A. Grzelak, A. Matuszczak (2024). Czy ziemia i kapitał to wciąż odrębne czynniki produkcji? Instytucjonalne uwarunkowania finansyzacji ziemi na obszarach wiejskich. W: Szarzec, K. i Woźniak-Jęchorek, B. (red.). (2024). Instytucjonalne i historyczne wymiary dyskusji o ekonomii i gospodarce (s. 155–169). Wydawnictwo Uniwersytetu Ekonomicznego w Poznaniu. https://doi.org/10.18559/978-83-8211-237-5/11
2. M. Guth, A. Matuszczak, K. Smędzik-Ambroży, A. Poczta-Wajda, A. Sapa (2024), What drives European farmers' attitude towards water management - a systematic literature approach, „Economics and Environment”, 2/204
3. A. Czyżewski, R. Kata, A. Matuszczak (2024), Functions of fiscal policy concerning agriculture in Poland after accession to the European Union (2004-2022), “Polish Political Science Yearbook”, vol. 53(2)/2024, pp.167-188; https://doi.org/10.15804/ppsy202421 PL ISSN 0208-7375
4. A. Grzelak, M. Borychowski, J. Staniszewski, A. Matuszczak (2024), Farming sustainability – interactions of economic, environmental, and social dimensions, [w] Pawlak-Lemańska, B. Borusiak & E. Sikorska (red.), Sustainable food: Production and consumption perspectives (pp. 29–40). Poznań University of Economics and Business Press. https://doi.org/10.18559/978-83-8211-209-2/2
5. A. Czyżewski, R. Kata, A. Matuszczak, Relations between agricultural budget policy and fiscal policy in Poland after accession to the European Union (2004-2022), “Acta Scientiarum Polonorum. Oeconomia”, 22 (4) 2023, 41–53, DOI: 10.22630/ASPE.2023.22.3.24
6. A. Czyżewski, A. Matuszczak, O teoretycznym aspekcie badań nad ekonomią rolną i kwestią agrarną, [w] B. Gołębiewska, A. Grontkowska, Przemiany w rolnictwie. Współczesne wyzwania ekonomiczne, środowiskowe i społeczne, Wydawnictwo SGGW, Warszawa 2023, s. 51-72
7. A. Czyżewski, A. Matuszczak, Theoretical aspects of studies on agricultural economics and agrarian issues, „Ekonomia i Środowisko - Economics and Environment”, 2023, Vol.87, No 4, s.1-24
8. K. Smedzik-Ambroży, S. Stępień, A. Matuszczak, A. Czyżewski, Znaczenie małych rodzinnych gospodarstw rolnych w ekonomicznym zrównoważeniu rozwoju obszarów wiejskich w opinii producentów rolnych. Studium przypadku wybranych krajów – Polski, Rumunii i Litwy, (w) Anna Bisaga, Sabina Kauf, Anna Mijal (red.), Wymiary transformacji. Przemysł, rolnictwo, usługi publiczne, PWE, Warszawa 2023, 159-172
9. A. Grzelak, Ł. Kryszak, A. Matuszczak, Problematyka ziemi i środowiska w nauczaniu i dokumentach papieży: Jana Pawła II, Benedykta XVI, Franciszka, [w] A. Grzelak, P. Kułyk, A. Matuszczak (red.) Ludzie ziemi, Wydawnictwo Uniwersytetu Zielonogórskiego, Zielona Góra 2023, s.69-82.
10. A. Czyżewski, R. Kata, A. Matuszczak, Kierunki zmian w wydatkach budżetu rolnego Polski w okresie rządów kolejnych koalicji w latach 2010-2023. „Annals PAAAE XXV” (3): 48-61. DOI: 10.5604/01.3001.0053.8723
11. J. Staniszewski, A. Matuszczak, Environmentally adjusted analysis of agricultural efficiency – a systematic literature review of frontier approaches, „Zagadnienia Ekonomiki Rolnej”, 2023/1, DOI: 10.30858/zer/162644
12. A. Czyżewski, A. Matuszczak, What’s the future of the agrarian question? Is its universalism being consolidated and the field of reception widened today? Reflections on the book by St. Kowalczyk and R. Sobiecki, The agrarian question in economic theory. From peasant agriculture to sustainable agriculture, “Ekonomia i Środowisko - Economics and Environment”, 2022, Vol.82, No 3, s. 362-379
13. R. Kata, A. Czyżewski, A. Matuszczak, Ważniejsze relacje w wydatkach budżetów rolnych Polski w latach 2015-2022. Studium porównawcze, Roczniki Naukowe SERiA, Annals PAAAE, 2022, Vol. XXIV, No. (3), DOI: 10.5604/01.3001.0015.9533
14. A. Czyżewski, R. Kata, A. Matuszczak, Determinants of the agricultural budget in Poland in the light of its relation to GDP and state budget expenditure, „Ekonomista” 3/2022, s. 307-325.
15. A. Czyżewski, R. Kata, A. Matuszczak, Expenditures of Poland’s agricultural budgets 1995–2020 in the context of selected macroeconomic relations, „Ekonomista” 1/2022, s. 41-46.
16. K. Smędzik-Ambroży, S. Stępień, A. Matuszczak, A. Tošović-Stevanović, V. Ristanović, Small-scale farms in the sustainable rural development. Opinions of smallholder producers from Poland, Romania and Lithuania, “Ekonomia i Środowisko - Economics and Environment”, 2022/2(81), p. 168-185
17. A. Czyżewski, R. Kata, A. Matuszczak, Wydatki na KRUS w świetle budżetów rolnych Polski i udziałów w PKB w minionym ćwierćwieczu (1995-2020), „Ubezpieczenia w rolnictwie – Materiały i Studia”, 2022/1(77), s. 65–82, p. 83–101
18. Mohammad Reza Lotfalipour, Mohammad Ali Falahi, Afsaneh Zareei, Anna Matuszczak,  How Good Governance Affects Diaspora running headline abbreviated, please check Motivations for Remittances to Iran, „Diaspora Studies” 15 (2022), s. 1–27.
19. M. Guth, K. Smędzik-Ambroży, S. Stępień, A. Matuszczak, Is small beautiful? Technical efficiency and environmental sustainability of small-scale farms under the conditions of agricultural policy support, “Journal of Rural Studies”, 89 (2022), s. 235-247.
20. A. Czyżewski, R. Kata, A. Matuszczak, Dochody gospodarstw domowych rolników – problem dynamiki, parytetu i nierówności (w:) S. Owsiak, J. Wilkin, M. Zaleska (red.), Sfera realna i regulacyjna gospodarki, PTE Warszawa 2022, s. 57-67
21. A. Czyżewski, A. Grzyb, A. Matuszczak, M. Michałowska, Factors for bioeconomy development in EU countries with different levels of development, “Energies” 2021, 14, 3182, https://doi.org/10.3390/en14113182
22. K. Smędzik-Ambroży, A. Matuszczak, R. Kata, P. Kułyk, The Relationship of Agricultural and Non-Agricultural Income and Its Variability in Regard to Farms in the European Union Countries, “Agriculture” 2021, 11(3), 196; https://doi.org/10.3390/agriculture11030196
23. Czyżewski B., Matuszczak A., Grzelak A., Guth M., Majchrzak A., Environmental sustainable value in agriculture revisited: How does Common Agricultural Policy contribute to ecoefficiency?, “Sustainability Science”, vol. 16, nr 1, 2021, ss.137-152, DOI:10.1007/s11625-020-00834-6
24. Czyżewski B, Matuszczak A, Czyżewski A., Brelik A, Public goods in rural areas as endogenous drivers of income: Developing a framework for country landscape valuation, “Land Use Policy”, vol. 107, 2021, s.1-12, nr art. 104646, DOI:10.1016/j.landusepol.2020.104646
25.  A. Czyżewski, R. Kata, A. Matuszczak (2020), Wpływ wydatków budżetowych na zmiany strukturalne i dochody w rolnictwie w warunkach funkcjonowania w Polsce instrumentów WPR, „Ekonomista”, nr 6, s.781-811.
26.  A. Czyżewski, A. Matuszczak (2020) Changes in the structure of budget expenditure on the agricultural sector in Poland in the passing financial perspective 2014-2020, Annals Of The Polish Association Of Agricultural And Agribusiness Economists, Tom XXII/4.
27.  A. Matuszczak, Ł. Kryszak, B. Czyżewski, A. Łopatka (2020) Environment and political economics: Left-wing liberalism or conservative leftism - Which is better for eco-efficiency? Evidence from Poland, w: Science of the Total Environment, nr First online, 2020, ss. 1-46, DOI:10.1016/j.scitotenv.2020.140779
28.  B. Czyżewski, A. Matuszczak, A. Grzelak, M. Guth, A. Majchrzak (2020) Environmental sustainable value in agriculture revisited: How does Common Agricultural Policy contribute to ecoefficiency?, w: Sustainability Science, ss. 1-16, DOI:10.1007/s11625-020-00834-6
29.  B.Czyżewski, A.Matuszczak, A. Czyżewski, A. Brelik (2020), Public goods in rural areas as endogenous drivers of income: developing a framework for country landscape valuation, “Land Use Policy”, 2020/… , https://doi.org/10.1016/j.landusepol.2020.104646
30.  B. Czyżewski, A. Matuszczak, J. Polcyn, K. Smędzik-Ambroży, J. Staniszewski (2020) Deadweight loss in environmental policy: the case of the European Union member states, “Journal of Cleaner Production”, Volume 260, https://doi.org/10.1016/j.jclepro.2020.121064
31. Borychowski M., Matuszczak A., Stępień S., 2019, Sugar market in Poland in the context of the support of agricultural policy. Current situation, trends and projections. Acta Scientiarum Polonorum. Oeconomia 18 (4), s. 5-13. DOI: 10.22630/ASPE.2019.18.4.39
32.  Ł. Kryszak, A. Matuszczak, Determinants of farm income in the European Union in New and O-ld Member States. A regional study, Annals Of The Polish Association Of Agricultural And Agribusiness Economists, 2019, Vol. XXI, No. (3), https://doi.org/10.5604/01.3001.0013.3042
33.  B. Czyżewski, A. Matuszczak, A. Grzelak, M. Guth, A. Majchrzak, Environmental sustainable value in agriculture revisited: how investment subsidies foster the eco-efficiency, Annals Of The Polish Association Of Agricultural And Agribusiness Economists, 2019, Vol. XXI, No. (4), https://doi.org/10.5604/01.3001.0013.5134
34.  M. Bieniek-Majka, A. Czyżewski, A. Matuszczak, National and EU budget expenditures supporting the organisation of the fruit and vegetable market in Poland after 2010, Management 2019, Vol. 23, No. 1, s. 225-238, https://doi.org/10.2478/manment-2019-0013
35.  A. Czyżewski, A. Matuszczak, Poland’s national and EU agricultural budget after 2015. Reduction in expenditures and directions of change, Management 2019, Vol. 23, No. 1, s.239-250, https://doi.org/10.2478/manment-2019-0013
36.  A. Czyżewski, R. Kata, A. Matuszczak, Stabilizacyjny wpływ krajowych i unijnych wydatków budżetowych na polskie rolnictwo - próba kwantyfikacji, „Zeszyty Naukowe SGGW w Warszawie; Ekonomika i Organizacja Gospodarki Żywnościowej”, nr 125/2019, s. 17-32, https://doi.org/10.22630/EIOGZ.2019.125.2
37.  B. Czyżewski, A. Matuszczak, Ł. Kryszak, A. Czyżewski, Efficiency of the EU environmental policy in struggling with the fine particulate matter (PM2.5): how agriculture makes a difference? “Sustainability” 2019, 11(18), 4984; https://doi.org/10.3390/su11184984  (Impact Factor 2,59)
38.  A. Grzelak, M. Guth, A. Matuszczak, B. Czyżewski, A. Brelik, Approaching the environmental sustainable value in agriculture: how factor endowments foster the eco-efficiency?, “Journal of Cleaner Production”, 2019/241, 118304, https://doi.org/10.1016/j.jclepro.2019.118304  (Impact Factor 6,4), 140 pkt
39.  A. Czyżewski, R. Kata, A. Matuszczak, The redistribution function in Poland’s agricultural budgets in the long term, “Acta Scientiarum Polonorum. Oeconomia", 18 (2) 2019, s. 25–35, https://doi.org/10.22630/ASPE.2019.18.2.16, 20 pkt
40.   A. Czyżewski, A. Matuszczak, Expenditure on ASIF in the years 1991-2018 as an example of the redistributive function of Poland's agricultural budget, “Annals of the Polish Association of Agricultural and Agribusiness Economists” (Annals PAAAE),  Vol. XXI, No. (2)/2019: 29-37, https://doi.org/10.5604/01.3001.0013.2078
41.  A. Czyżewski, R. Kata, A. Matuszczak, Wpływ krajowych i unijnych wydatków budżetowych na alokację czynników produkcji w polskim rolnictwie, „Ekonomista”, 2019/1, s.45-72
42.  B. Czyżewski, A. Matuszczak, R. Miśkiewicz, Public Goods Versus the Farm Price-Cost Squeeze: Shaping the Sustainability of the EU's Common Agricultural Policy, “Technological and Economic Development of Economy”, 2019, Volume 25 Issue 1: 82–102, https://doi.org/10.3846/tede.2019.7449 (Impact Factor  4,34)
43.  B. Czyżewski, A. Matuszczak, A. Muntean, Approaching environmental sustainability of agriculture: environmental burden, eco-efficiency or eco-effectiveness, “Agricultural Economics” (AGRICECON), 2019 (7)/65, s. 299-306, https://doi.org/10.17221/290/2018-AGRICECON (Impact Factor 2,423)
44.   A. Czyżewski, A. Matuszczak, Wydatki publiczne na rolnictwo i KRUS na tle zmian w budżetach państwa i w finansowaniu sektora rolnego w Polsce w latach 1991-2018 (Public expenditure on agriculture and KRUS against the background of changes in state budgets and financing of the agricultural sector in Poland in 1991-2018), “Ubezpieczenia w rolnictwie. Materiały i studia”, 66/2018, s. 94-122
45.   B. Czyżewski, A. Matuszczak, G. Przekota, Metodologiczne aspekty wyceny dóbr publicznych na obszarach wiejskich: koncepcja waloryzacji endogenicznej, "Studia Obszarów Wiejskich", 2018, tom 52, s. 7-21, https://doi.org/10.7163/SOW.52.1
46.   A. Matuszczak, M. Bieniek-Majka, Zastosowanie miernika przewag konkurencyjnych J. Kaya do określania pozycji konkurencyjnej grup i organizacji producentów warzyw i owoców, "Studia Obszarów Wiejskich", 2018, tom 52, s. 193-201, https://doi.org/10.7163/SOW.52.14
47.  M. Bieniek-Majka, A. Matuszczak, Zorganizowanie producentów owoców i warzyw po 2004 roku. Stan i perspektywy, "Studia Obszarów Wiejskich", 2018, tom 52, s. 181-191, https://doi.org/10.7163/SOW.52.13
48. R. Janiak, A. Matuszczak, B. Muszalska, J. Nowicki, K. Pawlaczyk, Social sustainability in agricultural farms in FADN European regions, „Roczniki Ekonomiczne KPSW”, 2018 (11), s. 371-378.
49.  B. Czyżewski, A. Matuszczak, Expenditure of the agricultural budget on hydrographic conditions and biological progress as a supply determinant of environmental public goods in the long term (2000-2018), Proceedings of the 5th International Scientific Conference on „Modern Economics”, Series of the Robert-Schmidt-Institut Hochschule Wismar 2018, ISBN: 978-3-942100-56-4, s. 295-302.
50.  A. Czyżewski, A. Matuszczak, Poland's agricultural budget under the influence of the changed economic policy strategy after 2016, Proceedings of the 5th International Scientific Conference on „Modern Economics”, Series of the Robert-Schmidt-Institut Hochschule Wismar 2018, ISBN: 978-3-942100-56-4, s. 103-110. Poland’s agricultural budget under the influence of the changed economic policy strategy after 2016
51.  B. Czyżewski, A. Matuszczak, C. Burja, A. Muntean, Eco-efficiency versus eco-effectiveness in the sustainable development of agriculture: a comparative analysis in the EU regions, Conference Proceedings, VII International Scientific Conference “Determinants of regional development”, s. 56-65, DOI:10.14595/CP/01/004
52.  B. Czyżewski, D. Dobrowolski, A. Matuszczak, P. Śmidoda, T. Szwon, Social sustainability on agricultural farms with differing economic size in the EU countries, Proceedings of the International Scientific Conference ‘Economic Sciences for Agribusiness and Rural Economy’ No 1 2018, s.75-80, DOI:10.22630/ESARE.2018.1.9
53.  B. Czyżewski, A. Matuszczak, A. Muntean, Environmental sustainability in agriculture: different ways of quantification, Proceedings of the International Scientific Conference ‘Economic Sciences for Agribusiness and Rural Economy’ No 1 2018, s.40-47, DOI:10.22630/ESARE.2018.1.4
54.   A. Matuszczak, M. Bieniek-Majka, Horizontal integration processes in the light of the paradigm of industrial and sustainable development of agriculture; case study of fruit and vegetable producers, Proceedings of the International Scientific Conference ‘Economic Sciences for Agribusiness and Rural Economy’ No 1 2018, s.21-27, DOI:10.22630/ESARE.2018.1.1
55.  B. Czyżewski, M. Kłodowska, A. Matuszczak, A. Matuszewska, D. Śmidoda, Social sustainability in agricultural farms with selected types of productivity in the EU countries, „Roczniki Naukowe Stowarzyszenia Ekonomistów Rolnictwa i Agrobiznesu”, tom XX, zeszyt 4, s. 35-40, DOI:10.5604/01.3001.0012.2939
56.  B. Czyżewski, A. Matuszczak, A. Brelik, Endogeniczna wartość dóbr publicznych na obszarach wiejskich: przypadek Pomorza Zachodniego, „Roczniki Naukowe Stowarzyszenia Ekonomistów Rolnictwa i Agrobiznesu”, tom XX, zeszyt 5, s.48-54, DOI: 10.5604/01.3001.0012.6679
57.  A. Czyżewski, A. Matuszczak, Wydatki budżetowe na KRUS w warunkach zmieniających się opcji w polityce gospodarczej Polski, „Roczniki Naukowe Stowarzyszenia Ekonomistów Rolnictwa i Agrobiznesu”, tom XX, zeszyt 3, s. 28-33, DOI: 10.5604/01.3001.0012.1486
58.   B. Czyżewski, A. Matuszczak, Rent-seeking in agricultural policy revisited: a new look at the Common Agricultural Policy consensus, “Studies in Agricultural Economics” vol 120, No 2, (2018) s. 69-79, https://doi.org/10.7896/j.1801 (Impact Factor 2018 0,12) 
59.   B. Czyżewski, A. Matuszczak, Towards measuring political rents in agriculture: case studies of different agrarian structures in the EU, “Agricultural Economics” (AGRICECON), 2018 (3)/64, s. 101-114, DOI: 10.17221/286/2016-AGRICECON (Impact Factor 2,423 ) (50%, 50%)
60.   B. Czyżewski, A. Matuszczak, R. Trojanek, The Effects of Use Values, Amenities and Payments for Public Goods on Farmland Prices: Evidences from Poland, “Acta Oeconomica”, Periodical of the Hungarian Academy of Sciences, Vol. 68 (1), pp. 143–166 (2018), DOI: 10.1556/032.2018.68.1.7 (Impact Factor 0,84)
61.   B. Czyżewski, M. Guth, A. Matuszczak, The impact of the CAP  “green” programmes on farm productivity and its social contribution, “Problems of Sustainable Development”, 1/2018 (13/1), s. 173-183 (Impact Factor 2018 1,046)
62.   B. Czyżewski, A. Matuszczak, A.Muntean, Influence of agricultural policy on the environmental sustainability of European farming, “Journal of Environmental Protection and Ecology”, vol.19, No 1 (2018), s. 426-434 (Impact Factor  0,634)
63.  Czyżewski, B. Gronowski, A. Matuszczak, Gminy wiejskie i rolnictwo w aglomeracji poznańskiej po 2004 roku, „Problemy Drobnych Gospodarstw Rolnych”, 2017/4, s.49-61, DOI: http://dx.doi.org/10.15576/PDGR/2017.4.49
64.  B. Czyżewski, A. Matuszczak, M. Guth, Środowiskowe zrównoważenie gospodarstw rolnych FADN i jego determinaty, „Zeszyty Naukowe Wyższej Szkoły Ekonomiczno – Społecznej w Ostrołęce”, 2/2017(25), s.192-212
65.  M. Bieniek-Majka, A. Matuszczak, Rentowność kujawsko-pomorskich grup i organizacji producentów owoców i warzyw, „PROBLEMS OF WORLD AGRICULTURE” Vol. 17 (XXXII), No. 3, s.7-16
66.   A. Czyżewski, A. Matuszczak, Ziemia i rynek w świetle wydatków budżetowych agencji rolnych w Polsce w latach 2016-2017, „Quantitative Methods in Economics ”, Vol. XVIII, No. 2, 2017, s. 220-231
67.  A. Czyżewski, A. Matuszczak, Zmiany w budżecie rolnym Polski na 2017 rok, ”Roczniki Naukowe Stowarzyszenia Ekonomistów Rolnictwa i Agrobiznesu”, tom XIX/1, s. 26-31.
68.  B. Czyżewski, A. Matuszczak, M. Borychowski, Political rents of European farmers in different agrarian structures of the EU: input-output analysis for selected EU countries, „Journal of Agricultural and Rural Development”, 2(44) 2017, s. 305-318, http://dx.doi.org/10.17306/J.JARD.2017.00303
69.   A. Czyżewski, A. Matuszczak, Agricultural Social Insurance Fund Budget Financing in Poland in 1996-2016, „Economic Science for Rural Development” No 44/2017, pp. 330-337, Proceedings of the International Scientific Conference, http://www.esaf.llu.lv/sites/esaf/files/files/lapas/Krajums_Nr_44_13042017.pdf  (Web of Science)
70.  B. Czyżewski, A. Matuszczak, Determinanty nożyc cen w rolnictwie krajów UE o zróżnicowanej strukturze agrarnej, „Wieś i Rolnictwo” 3 (172)/2016, doi: 10.7366/wir032016/01
71.  A. Matuszczak, A. Czyżewski, Wybrane obszary aktywności kobiet wiejskich w krajach UE-28, „Problemy Drobnych Gospodarstw Rolnych”, 2016/4, s. 31–40. doi: http://dx.doi.org/10.15576/ PDGR/2016.4.31.
72.  A. Czyżewski, A. Matuszczak, Multiplikacja wydatków budżetu rolnego na 2016 rok przez budżet środków europejskich, „Studia i Prace WNEIZ US”, „Problemy Współczesnej Ekonomii, Tom 3, nr 44/3/2016, s. 99-110
73.  A. Czyżewski, A. Matuszczak, Struktura dochodów i wydatków budżetowych na rolnictwo, rozwój wsi i rynki rolne w 2016 roku, „Folia Pomeranae Universitatis Technologiae Stetinensis, Seria Oeconomica” 2016, 329(84)3, 53–62
74.  B. Czyżewski, A. Matuszczak, Interwencjonizm rolny: pogoń za rentą a wybór publiczny lub korygowanie rynku, „Ekonomista” 5/2016, s.674-703
75.  A. Czyżewski, A. Matuszczak, Wydatki budżetowe na stosunki wodne i postęp biologiczny w Polsce jako determinanty bazy surowcowej biogospodarki w długim okresie (2000-2016), „Roczniki Naukowe SERiA”, tom XVIII, zeszyt 1, Warszawa-Poznań-Biała Podlaska 2016, s. 43-49
76.  B. Czyżewski, A. Matuszczak, A new land rent theory for sustainable agriculture, “Land Use Policy” 55 (2016) 1-8: 222-229, http://dx.doi.org/10.1016/j.landusepol.2016.04.002 (Impact Factor 5-letni 4,056 wg RG)
77.  A. Czyżewski, A. Matuszczak, KRUS w budżecie rolnym Polski w długim okresie, Prace Naukowe Uniwersytetu Ekonomicznego we Wrocławiu, 2015/403 s.30-41
78.  A. Czyżewski, A. Matuszczak, KRUS w budżecie rolnym Polski. Fakty i mity, „Ubezpieczenia w rolnictwie. Materiały i studia”, KRUS, Warszawa, 2015/53, s. 7-21.
79.  A. Matuszczak, Recenzja monografii Adama Majchrzaka pt. „Ziemia rolnicza w krajach Unii Europejskiej w warunkach ewolucji wspólnej polityki rolnej”, wydanej przez PWN, Warszawa 2015, ss. 284; „Zagadnienia ekonomiki rolnej”, 2015/3 (344), s. 156-162
80.   A. Czyżewski, A. Matuszczak, Potrzeba zmian w modelu rozwoju rolnictwa a finansowanie celów w budżecie rolnym Polski po 2005 roku, Studia Ekonomiczne. Zeszyty Naukowe Uniwersytetu Ekonomicznego w Katowicach, 2015/218, s. 113-132, http://www.ue.katowice.pl/uploads/media/08_18.pdf
81. A. Czyżewski, A. Matuszczak, Konwergencja czy dywergencja wydatków krajowych i unijnych w budżecie rolnym Polski po 2010 r.? „Roczniki Naukowe SERIA”, tom XVII, zeszyt 1, Warszawa-Poznań-Koszalin 2015, s. 24-28
82. Z. Ordon, A. Pirecki, A. Matuszczak, Podwójna jakość żywności – problem jednolitego rynku Unii Europejskiej, A. Grzelak, J. Staniszewski (red.) Rozwój biogospodarki w Unii Europejskiej – uwarunkowani, dylematy, perspektywy, Wydawnictwo KPSW, Bruksela-Bydgoszcz-Poznań 2019, s. 61-70
83.  P. Konopnicki, A. Matuszczak, Korzyści i zagrożenia związane z rozwojem sektora biogazu [w] A. Czyżewski, M. Borychowski (red.), Perspektywy rozwoju rolnictwa i obszarów wiejskich w warunkach zmian w spólnej polityki rolnej Unii Europejskiej, Wydawnictwo KPSW, Bruksela-Bydgoszcz-Poznań 2018, s. 283-302
84. B. Muszalska, A. Piórkowski, A. Matuszczak, Zrównoważony rozwój rolnictwa a dostarczanie dóbr publicznych, [w] A. Czyżewski, A. Matuszczak (red.), Ocena i przyszłość wspólnej polityki rolnej po 2020 r., Wydawnictwo KPSW, Bruksela-Bydgoszcz-Poznań 2017, s. 85-96
85.  A. Matuszczak, Summary: Political Rents and the European Model of Agriculture [w] B. Czyżewski (red.) Political rents of European farmers in the sustainable development paradigm. International, national and regional perspective, Polskie Wydawnictwo Naukowe (PWN), Warszawa 2016, s. 238-244 (Web of Science)
86.  B. Czyżewski, A. Matuszczak, Political rents in the EU-27. Comparative analysis [w] B. Czyżewski (red.) Political rents of European farmers in the sustainable development paradigm. International, national and regional perspective, Polskie Wydawnictwo Naukowe (PWN), Warszawa 2016, s. 154-174  (Web of Science)
87.  A. Chabros, P. Działecka, A. Matuszczak,  Założenia i praktyka zielonej gospodarki w Unii Europejskiej, [w] A. Czyżewski, M. Guth (red.), Dyskurs o wspólnej polityce rolnej - w perspektywie 2014-2020, Wydawnictwo KPSW, Bruksela-Bydgoszcz-Poznań 2016, s. 23-39
88.  A. Czyżewski, A. Matuszczak, Komplementarność i substytucyjność wydatków budżetowych w krajowym i unijnym budżecie rolnym, [w:] A. Czyżewski, B. Klepacki, Problemy rozwoju rolnictwa i gospodarki żywnościowej, Wydawnictwo PTE, 2015, s.207-228
89.  A. Matuszczak, B. Czyżewski, Społeczno-ekonomiczne determinanty rozwoju regionów UE-27, K. Opolski, J. Górski (red.), Strategie gospodarcze i społeczne Unii Europejskiej, Uniwersytet Warszawski, Narodowy Bank Polski, Warszawa 2015, s. 263-272
90.  M. Wiśniewska, A. Zgolińska, A. Matuszczak, Zróżnicowanie rozwoju rolnictwa Polski na tle krajów Unii Europejskiej, A. Czyżewski, A. Poczta-Wajda (red.) Doświadczenia i przyszłość wspólnej polityki rolnej w nowej perspektywie 2014-2020, Wyd. KPSW w Bydgoszczy, Poznań 2015, s.274-286.
91. A. Czyżewski, A. Matuszczak, J. Staniszewski, Wokół kwestii agrarnej. Wczoraj i dziś, [w] A. Czyżewski, D. Czakowski (red.) Efektywność ekonomiczna i adekwatność społeczna w wyborach gospodarczych, Wydawnictwo KPSW, Bydgoszcz 2015, s. 47-66.
92.  M. Bieniek-Majka, A. Matuszczak, Integracja pozioma na rynku owoców i warzyw na przykładzie województwa kujawsko-pomorskiego, Wydawnictwo KPSW, Bydgoszcz 2017.
93. J. Bański, B. Czyżewski, T. Filipiak, M. Maciejczak, A. Matuszczak, H. Runowski, J. St. Zegar (praca zbiorowa), Z badań nad rolnictwem społecznie zrównoważonym (39), IERiGŻ-PIB, Warszawa 2017.